# Røysane
Røysane är en kulle i Antarktis. Den ligger i Östantarktis. Norge gör anspråk på området. Toppen på Røysane är 2 513 meter över havet, eller 381 meter över den omgivande terrängen. Bredden vid basen är 15,5 km.
Terrängen runt Røysane är huvudsakligen platt, men den allra närmaste omgivningen är kuperad. Trakten är obefolkad. Det finns inga samhällen i närheten.